# 1956-1957シーズンのNBA
1956-1957シーズンのNBAは、NBAの11回目のシーズンである。シーズンは1956年10月27日に始まり、1957年4月13日に全日程が終了した。

## ラッセルの登場と王朝の幕開け
華やかな「ノールックパス」など、ポイントガードというポジションにおいて革新的な技術をもたらし、4年連続アシスト王を獲得しているボブ・クージーに、正確なシュートを武器に4年連続フリースロー成功率1位に輝いたビル・シャーマンと、バックコートに豪華な陣容を揃えたボストン・セルティックスはプレーオフ常連となっていはいたが、どうしても優勝には手が届かなかった。優勝のための最後のピースを探していたレッド・アワーバックHCに、大学のコーチであるビル・ラインハルトがある選手を紹介した。その選手は208cmという長身ながら、例外的な身体能力を持っており、440ヤード（約402m）を49秒で駆け抜けることができた。コート上ではリバウンドで無類の強さを誇り、さらに彼のブロックショットはチームメイトの得点シーンさえ演出した。アワーバックはこのビル・ラッセルこそが「究極のチームプレイヤー」と確信した。
しかしドラフトでは前季の勝率下位チームから指名できるため、セルティックスがラッセルを指名できる確率は低かった。そこでアワーバックは一計を案じ、2位指名権を持つセントルイス・ホークスにラッセルを指名してもらい、後日セルティックスはエド・マコーレー、クリフ・ハーガン2名とトレードしたのである。ラッセルのセルティックス入団は、後に前人未到の記録を達成するセルティックス王朝の幕開けだった。またラッセルは黒人選手初のスター選手となる。
全体1位指名権を持っていたロチェスター・ロイヤルズは、ラッセルではなくシヒューゴ・グリーンを指名した。ラッセルはサンフランシスコ大学をNCAトーナメント2連覇に導いたにもかかわらず、オフェンス偏重の時代だったためその能力は過小評価されていた。ドラフトではさらにK.C.ジョーンズ、トム・ヘインソーン、ウィリー・ナオルスといったセルティックスの屋台骨を支える選手が続々とNBA入りを果たしている。

## シーズン

### オールスター
- 開催日：2月15日
- 開催地：ボストン
- オールスターゲーム　イースト 109－97 ウエスト  MVP：ボブ・クージー　（ボストン・セルティックス）

### イースタン・デビジョン
| チーム                         | 勝 | 負 | 勝率 | ゲーム差 |
| ------------------------------ | -- | -- | ---- | -------- |
| ボストン・セルティックス       | 44 | 28 | .611 | -        |
| シラキュース・ナショナルズ     | 38 | 34 | .528 | 6        |
| フィラデルフィア・ウォリアーズ | 37 | 35 | .514 | 7        |
| ニューヨーク・ニックス         | 36 | 36 | .500 | 8        |

### ウエスタン・デビジョン
| チーム                       | 勝 | 負 | 勝率 | ゲーム差 |
| ---------------------------- | -- | -- | ---- | -------- |
| ミネアポリス・レイカーズ     | 34 | 38 | .472 | -        |
| フォートウェイン・ピストンズ | 34 | 38 | .472 | -        |
| セントルイス・ホークス       | 34 | 38 | .472 | -        |
| ロチェスター・ロイヤルズ     | 31 | 41 | .431 | 3        |

### スタッツリーダー
| 部門     | 選手                 | チーム                         | 記録  |
| -------- | -------------------- | ------------------------------ | ----- |
| Points   | ポール・アリジン     | フィラデルフィア・ウォリアーズ | 1,817 |
| Rebounds | モーリス・ストークス | ロチェスター・ロイヤルズ       | 1,256 |
| Assists  | ボブ・クージー       | ボストン・セルティックス       | 478   |
| FG%      | ニール・ジョンストン | フィラデルフィア・ウォリアーズ | 44.7  |
| FT%      | ビル・シャーマン     | ボストン・セルティックス       | 90.5  |

※1969-70シーズン以前はアベレージよりも通算でスタッツリーダーが決められていた。

### 各賞
- 最優秀選手: ボブ・クージー, ボストン・セルティックス
- ルーキー・オブ・ザ・イヤー: トム・ヘインソーン, ボストン・セルティックス
- All-NBA First Team:
  - ボブ・クージー, ボストン・セルティックス
  - ポール・アリジン, フィラデルフィア・ウォリアーズ
  - ドルフ・シェイズ, シラキュース・ナショナルズ
  - ボブ・ペティット, セントルイス・ホークス
  - ビル・シャーマン,ボストン・セルティックス

### シーズン概要
- ビル・ラッセルを獲得したボストン・セルティックスはチーム史上初めてデビジョン優勝を果たし、ボブ・クージーはMVPを受賞した。ルーキーのラッセルは平均リバウンドこそ19.6リバウンドでリーグ1位の成績だったが、オリンピック出場のためにシーズン全72試合のうち48試合の出場に留まったため、リバウンド王獲得はならず、また新人王もチームメイトのトム・ヘインソーンに譲った。
- 全チームが勝率5割以上の成績を収めたイースタン・デビジョンとは対照的に、ウエスタン・デビジョンは全チームが勝率5割を下回った。

## プレーオフ・ファイナル
|  | デビジョン準決勝 | デビジョン準決勝 | デビジョン準決勝 |                |   | デビジョン決勝 | デビジョン決勝 | デビジョン決勝 |  |  | ファイナル | ファイナル | ファイナル |
|  |                  |                  |                  |                |   |                |                |                |  |  |            |            |            |
|  |                  |                  |                  |                |   |                |                |                |  |  |            |            |            |
|  |                  | 1                | ホークス         | 3              |   |                |                |                |  |  |            |            |            |
|  | Western Division | 1                | ホークス         | 3              |   |                |                |                |  |  |            |            |            |
|  |                  |                  | 2                | レイカーズ     | 0 |                |                |                |  |  |            |            |            |
|  | 3                | ピストンズ       | 2                | レイカーズ     | 0 | 0              |                |                |  |  |            |            |            |
|  | 3                | ピストンズ       |                  |                |   | 0              |                |                |  |  |            |            |            |
|  | 2                | レイカーズ       | 2                |                |   |                |                |                |  |  |            |            |            |
|  |                  |                  |                  |                |   |                |                |                |  |  | W1         | ホークス   | 3          |
|  |                  |                  | E1               | セルティックス | 4 |                |                |                |  |  |            |            |            |
|  |                  |                  |                  |                |   |                |                |                |  |  |            |            |            |
|  |                  |                  |                  |                |   |                |                |                |  |  |            |            |            |
|  |                  | 1                | セルティックス   | 3              |   |                |                |                |  |  |            |            |            |
|  | Eastern Division | 1                | セルティックス   | 3              |   |                |                |                |  |  |            |            |            |
|  |                  |                  | 2                | ナショナルズ   | 0 |                |                |                |  |  |            |            |            |
|  | 3                | ウォリアーズ     | 2                | ナショナルズ   | 0 | 0              |                |                |  |  |            |            |            |
|  | 3                | ウォリアーズ     |                  |                |   | 0              |                |                |  |  |            |            |            |
|  | 2                | ナショナルズ     | 2                |                |   |                |                |                |  |  |            |            |            |

ボストン・セルティックスが最初の優勝を成し遂げる。ファイナルの相手はトレードでビル・ラッセルを獲得し、エド・マコーレーを放出したセントルイス・ホークスだった。レギュラーシーズンの勝率はセルティックスが遥かに上だったが、シリーズは意外にも第7戦まで長引いた。
第1戦からいきなりダブルオーバータイムまでもつれる接戦となった。試合終盤、ホークスのジャック・コールマンがショットクロックぎりぎりのロングショットを決め、これが決勝点となって125-123でホークスが勝利した。両者譲らず3勝3敗で迎えた第7戦では、セルティックスが誇るバックコート陣がFG12.5%と沈黙するなか、ビル・ラッセルとトム・ヘインソーンのルーキーコンビが大活躍した。ラッセルは19得点32リバウンド、ヘインソーンは37得点23リバウンドを記録した。試合は接戦となり、101-100のホークスリードで試合時間残り1分を切った。1点を追うセルティックスはラッセルがホークスのジャック・コールマンから値千金のブロックを決め、さらにそれがチームの得点に繋がるというラッセルの真骨頂が発揮された。102-101とセルティックスが逆転し、さらにクージーのフリースローで103-101とリードを2点に広げた。しかしホークスのエース、ボブ・ペティットが執念のフリースローをもぎ取り、2本を沈めてシリーズ2度目のオーバータイムに突入した。オーバータイムでも最後まで勝利の行方が分からない接戦となったが、最後はセルティックスのジム・ロスカトフのフリースローが決勝点となり、セルティックスの初優勝が決まった。
このカードは翌シーズンのファイナルでも実現する。ホークスはセルティックス王朝初期の最大のライバルチームであった。